# Gasparo Casati
Gasparo Casati OFM (* um 1610 in Pavia; † 1641 in Novara) war ein italienischer Komponist und Domkapellmeister.

## Leben und Werk
Über das Leben Gasparo Casatis ist relativ wenig bekannt. Einiges lässt sich anhand seiner Werke rekonstruieren. So wirkte er seit März 1635 an der Kathedrale von Novara als Kapellmeister. Die Position hatte er vermutlich noch bis zu seinem Ableben in Novara inne. Er starb vermutlich 1641, da sein Nachfolger als Kapellmeister in der Kathedrale von Novara ab November 1641 tätig war. Trotz seines kurzen Lebens war er unter seinen Zeitgenossen berühmt. Einige seiner Kompositionen wurden nach seinem Tod durch seinen Freund und Mitbruder Michel’Angelo Turriani veröffentlicht.
Unter seinem Namen wurde die Notenbücher Sacri concerti für ein bis vier Stimmen und Basso continuo herausgegeben (Venedig 1641 bis 1642). Dieses Werk wurde mehrfach nachgedruckt. Ebenfalls posthum wurden 1644 Messa e Salmi concertati für vier bis fünf Singstimmen und 1645 Scielta d’ariosi vaghi et concertati Motetti für zwei bis vier Stimmen mit zwei Violinen und Basso continuo veröffentlicht.